# Acutangulus alius
Acutangulus alius är en mångfotingart som beskrevs av Ottis Robert Causey 1973. Acutangulus alius ingår i släktet Acutangulus och familjen Rhachodesmidae. Inga underarter finns listade i Catalogue of Life.